# كيكيا
كيكيا هو الحاكم الثامن والعشرين من الذين تم تسجيل اسماؤهم على قائمة ملوك آشور وقد جاء بعد سوليلي ابن أمينو، وقبل أكيا. وقد ورد اسمه في القائمة كالتالي (كي-إك-كي-آ). ويعد أول من بنى أسوار مدينة آشور حسب ما ورد عن خلفاؤه من ملوك.

## سيرته الذاتية
ورد اسمه في المجموعة الثالثة من الملوك في العصر البرونزي والذين عرفوا باسم «الملوك المحطمين»، ولكن لم يتم العثور على تفاصيل عنه في السجلات الرسمية الآشورية لأنه وجوده قد سبق وجود نظام التسجيل التاريخي المعروف بالليمو حين بدأ تعيين موظفي مكاتب الليمو لأول مرة في عهد الملك شمشي أدد الأول.
بناءاً على ذلك، فإن طول فترة حكمه غير محددة، وبصرف النظر عن ظهوره في نسختين من قائمة الملوك الآشوريين (خورساباد وناسوهي التي كانت معطوبة من الأعلى)، إلا أنه يعرف فقط من خلال النقوش التي تركها خلفاؤه على المباني، والتي أشارت اليه. وأقرب هولاء هو الملك آشور ريم نشيشو (1398-1391) ق.م، الذي كان يحيي ذكرى إعماره الجدار الداخلي لمدينة آشور، من خلال كتابة أسماء الملوك السابقين الذين قاموا بترميم الجدار على مسمار مخروطي يبدأ باسم «كيكيا». كذلك أيضاً قام الملك شلمنصر الثالث بإعادة ترميم هذا الجدار ونسبه لسلفه في نقش مكتوب.
إن تشييد جدار دفاعي يوحي لنا أن كيكيا ربما قد فاز باستقلاله عند تراجع نفوذ سلالة أور الثالثة. حيث كان في وقت سابق يتم تعيين حكاماً أشبه بالولاة على آشور يعرفون بالـ (زاريقوم)، حيث تم ذكر أسماء ولاة على آشور تابعين للدولة السومرية كانوا معاصرين لحكم الملك شولجي (2029-1982 قبل الميلاد) وأمار سين (1981-1973 قبل الميلاد)، واللذين تم استبعادهم من النسخ موجودة في قوائم الملوك.
ولذلك فإن الشيء الوحيد الذي من الممكن أن نفترضه هو أن كيكيا كان قد تسيد على آشور بعد ذلك الوقت.